# Robert A. Taft
Robert Alphonso Taft Sr. (n. 8 septembrie 1889, Cincinnati, Ohio, SUA – d. 31 iulie 1953, New York City, New York, SUA) a fost un politician american, avocat și descendent al familiei Taft⁠(d). Acesta a reprezentat statul Ohio în Senatul Statelor Unite, a ocupat pentru scurt timp funcția de lider al majorității în Senat⁠(d) și a fost lider al coaliției conservatoare⁠(d) alcătuite din republicani și  democrați conservatori⁠(d) care s-au împotrivit extinderii politicilor New Deal. Descris drept „Dl. Republican”, a susținut Legea Taft-Hartley⁠(d) din 1947, a creat conceptul de drept-la-muncă⁠(d) și a reglementat alte practici din domeniul muncii.
Primul fiu al lui William Howard Taft, al 27-lea președinte al Statelor Unite și al 10-lea judecător-președinte al Statelor Unite⁠(d), Robert Taft s-a născut în Cincinnati, Ohio. A urmat o carieră juridică în Cincinnati, după ce a absolvit Facultatea de Drept de la Harvard⁠(d) în 1913. A fondatîÎmpreună cu fratele său Charles Phelps Taft II⁠(d) cabinetul de avocatură Taft Stettinius & Hollister⁠(d). Taft a fost membru al Camerei Reprezentanților din Ohio⁠(d) din 1921 până în 1931 și al Senatului din Ohio⁠(d) între 1931 și 1933. Deși a pierdut funcția la următoarele alegeri din 1932, a rămas o influență puternică în politica de stat și cea locală.
După ce l-a învins pe democratul Robert J. Bulkley⁠(d) în alegerile pentru Senat din 1938⁠(d), Taft a încercat în repetate rânduri să obțină nominalizarea Partidului Republican pentru candidatura la alegerile prezidențiale, intrând deseori în conflict cu fracțiunea moderată a partidului condusă de Thomas E. Dewey. De asemenea, era un cunoscut izolaționist și s-a opus implicării Statelor Unite în al Doilea Război Mondial înainte de atacul japonezilor din 1941 asupra Pearl Harbor. Convingerile sale izolaționiste i-au afectat candidatura în 1940, iar la Convenția Națională Republicană din 1940⁠(d) a pierdut nominalizarea în fața lui Wendell Willkie⁠(d). A încercat să obțină nominalizarea și în 1948, dar Dewey a fost ales în cadrul Convenției Naționale Republicane din 1948⁠(d). Acesta s-a opus fondării NATO și a criticat modul în care președintele Harry Truman a gestionat războiul din Coreea.
A încercat pentru a treia oară în 1952 să candideze la alegerile prezidențiale și era considerat de majoritatea ca fiind favoritul. Totuși, Dewey și alți republicani moderați l-au convins pe generalul Dwight D. Eisenhower să intre în cursă, iar Eisenhower s-a impus la Convenția Națională Republicană din 1952⁠(d) și a câștigat alegerile prezidențiale din 1952⁠(d). Taft a fost ales lider al majorității în Senat în 1953, dar a murit de cancer pancreatic în același an. O comisie senatorială din 1957 l-a numit pe Taft drept unul dintre cei mai mari cinci senatori ai Americii alături de Henry Clay, Daniel Webster, John C. Calhoun și Robert M. La Follette Sr.⁠(d).